# Antônio Tonheiro
Antônio Gomes de Lima (Capitão Poço, 9 de novembro de 1966) é um político e empresário brasileiro, filiado ao Partido Progressista (PP), eleito deputado estadual do Pará.